# 胡五岳
胡五岳（1963年6月—），男，河南伊川人，中华人民共和国政治人物。郑州大学经济系本科毕业，曾任许昌市市长和中共许昌市委书记。

## 生平
1984年5月，加入中国共产党。同年7月，参加工作，先后任河南省计经委农村经济处副处长、政策法规处副处长、国民经济综合处处长、省发改委国民经济综合处处长。
2006年6月起，先后任河南省发改委副主任、河南省政府研究室副主任。
2011年4月，任河南省政府副秘书长。2013年4月，任河南省统计局局长。
2016年5月，任中共许昌市委副书记；5月26日成为许昌市长。
2018年2月24日，当选为第十三届全国人大代表。2018年10月任中共许昌市委书记，2021年7月3日卸任。转任中共河南省委副秘书长、省委办公厅主任。